# Artoniomicets
Els artoniomicets (Arthoniomycetes) són una classe de fongs ascomicots (Ascomycota). La majoria dels tàxons són líquens tropicals o subtropicals amb  apotecis bitunicats.

## Filogènia
És una classe monofilètica. Dothideomycetes és un grup germà.

## Taxonomia
La classe Arthoniomycetes inclou dos ordres i 8 famílies:
Ordre Arthoniales
- Família Andreiomycetaceae
- Família Arthoniaceae
- Família Chrysotrichaceae
- Família Lecanographaceae
- Família Opegraphaceae
- Família Roccellaceae
- Família Roccellographaceae

Ordre Lichenostigmatales
- Família  Phaeococcomycetaceae